# Moreno Ferrario
Moreno Ferrario (* 20. März 1959 in Lainate) ist ein ehemaliger italienischer Fußballspieler, der vor allem aufgrund seiner langen Vereinszugehörigkeit zum SSC Neapel bekannt wurde.

## Karriere
Moreno Ferrario begann seine Karriere im Jahr 1975 bei der AS Varese 1910, bei dessen Mannschaft der Abwehrspieler seine ersten Erfahrungen im Profifußball sammelte und bereits mehrmals in der Serie B zum Einsatz kam. Zwei Jahre später folgte der Wechsel zum SSC Neapel, bei dem er seine erfolgreichste Zeit erleben konnte. Obwohl er mit Neapel regelmäßig die vorderen Ränge belegte, gelang erst in der Saison 1986/87 mit dem Gewinn der italienischen Meisterschaft und des nationalen Pokalwettbewerbs, der Coppa Italia, die ersten Erfolge mit den Süditalienern zu realisieren. In der darauffolgenden Spielzeit wurde mit drei Punkten Rückstand auf den AC Mailand die Titelverteidigung nur knapp verfehlt.
Daraufhin verließ er den Verein und schloss sich dem Ligakonkurrenten AS Rom an. In seiner einzigen Saison in Rom erreichte er mit der Mannschaft einen gesicherten Mittelfeldrang und konnte sich von den Abstiegsrängen fernhalten. Danach wechselte er in die zweitklassige Serie B zur US Avellino. Dort kam der Verteidiger in den folgenden zwei Jahren mit dem Verein nicht über mäßige Platzierungen in der zweithöchsten Liga Italiens hinaus und unterschrieb danach bei der AC Siena. Mit dem toskanischen Verein absolvierte Ferrario die Saison 1991/92 in der Serie C1 und blieb auch nach seiner Unterschrift bei der US Carrarese der dritthöchsten Spielklasse erhalten. Für die Saison 1994/95 stand der Abwehrspieler beim Viertligisten FBC Saronno unter Vertrag, mit dem er den Aufstieg in die Serie C1 schaffte und danach seine aktive Laufbahn beendete.
Ferrario wurde zwischen 1977 und 1980 in die italienische U-21 Auswahl berufen und in insgesamt acht Partien eingesetzt. Sein Debüt gab er dabei am 5. Oktober 1977 in der Partie gegen Jugoslawien. Der Verteidiger absolvierte zudem sechs Partien für die italienische Olympiaauswahl, mit der er sich nicht für die Olympischen Sommerspiele 1980 qualifizieren konnte.